# Polycarp Pengo

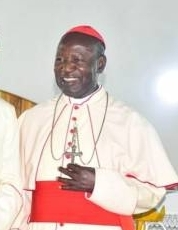
Polycarp Kardinal Pengo (2023)

Kardinalswappen Pengos

Polycarp Kardinal Pengo (* 5. August 1944 in Mwazye, Tanganjika) ist ein tansanischer Geistlicher und emeritierter römisch-katholischer Erzbischof von Daressalam in Tansania.

## Leben
Pengo besuchte von 1959 bis 1964 die Sekundarschule am Minoritenkolleg in Kaengesa. 1965 trat er in das Seminar von Kipalalpala ein und studierte drei Jahre Philosophie (von 1965 bis 1967) und vier Jahre Katholische Theologie (von 1968 bis 1971).
Am 20. Juni 1971 empfing Pengo die Priesterweihe für die Diözese Sumbawanga. Die folgenden zwei Jahre, von Juni 1971 bis Juli 1973, diente er als Sekretär des Bischofs.
Von 1973 bis 1977 studierte er Moraltheologie an der Päpstlichen Lateranuniversität (Akademie von St. Alphonsus) und erwarb den Doktortitel. Nach seinen Studien kehrte er nach Tansania zurück und lehrte 1977 Moraltheologie am Seminar von Kipalalpala. Anschließend wurde er zum Regens des Hauptseminars von Segerea berufen. Diese Stellung hatte Pengo von 1978 bis 1983 inne.
Am 11. November 1983 wurde Pengo von Papst Johannes Paul II. zum Bischof von Nachingwea ernannt. Die Bischofsweihe durch den Papst erfolgte am Epiphaniefest (6. Januar) 1984 in der Petersbasilika in Rom, Mitkonsekratoren waren Eduardo Martínez Somalo, Substitut des Kardinalstaatssekretärs, und Duraisamy Simon Lourdusamy, emeritierter Erzbischof von Bangalore und Sekretär der Kongregation für die Evangelisierung der Völker. Pengo trat das Bischofsamt am 19. Februar 1984 an.
Am 17. Oktober 1986 wurde er zum Bischof der neu errichteten Diözese von Tunduru-Masasi ernannt, wo er am 12. Februar 1987 installiert wurde.
Pengo trat am 22. Juli 1992 die Nachfolge von Laurean Kardinal Rugambwa an, nachdem er dort bereits am 22. Januar 1990 zum Koadjutorerzbischof ernannt worden war.
Im Konsistorium vom 21. Februar 1998 nahm ihn Papst Johannes Paul II. als Kardinalpriester mit der Titelkirche Nostra Signora de La Salette in das Kardinalskollegium auf.
Seit 2007 war er Präsident der SECAM (Symposium of Episcopal Conferences of Africa and Madagascar). Er nahm am Konklave 2013 teil, das Papst Franziskus wählte.
Papst Franziskus nahm am 15. August 2019 seinen altersbedingten Rücktritt an.

## Positionen (Auswahl) und Kritik
2018 befürwortete Pengo die Kriminalisierung sexueller Handlungen unter gleichgeschlechtlichen Personen, obgleich dies nicht der vatikanischen Lehramtshaltung entspricht und dies auch Papst Franziskus im Januar 2023 erklärte.

## Mitgliedschaft in Kongregationen und Räten der Kurie
Polycarp Pengo ist oder war Mitglied in folgenden Kongregationen und Räten der römischen Kurie:
- Kongregation für den Klerus (seit 2008[3] bis 2014[4])
- Kongregation für die Evangelisierung der Völker
- Glaubenskongregation (seit 2002)[5]
- Rat für den Interreligiösen Dialog
- Päpstlicher Rat für die Familie (seit 2007)[6]
- Besonderer Rat für Afrika des Generals der Bischofssynode
- Päpstlicher Rat für die Kultur (seit 2004)[7]